# Stephan Rahn
Stephan Rahn ist ein Kirchenmusiker und Pianist aus Speyer, der  weltweit konzertiert. Er ist Bezirkskantor in Freiburg, St. Johann.

## Leben
Stephan Rahn war in seiner Jugend lange Zeit Mitglied des Domchors Speyer und absolvierte in dieser Zeit eine Ausbildung zum Kirchenmusiker am Bischöflichen Kirchenmusikalischen Institut. Später studierte Stephan Rahn Klavier, Cembalo und Musiktheorie an den Musikhochschulen in Köln, Berlin und Karlsruhe.
Er lernte an der Hochschule für Musik Köln/ Wuppertal Klavier bei Josef Anton Scherrer, an der Hochschule für Musik Berlin bei Annerose Schmidt (Klavier) und Walter Olbertz (Liedbegleitung).
Cembalo lehrte ihn Christine Daxelhofer, Musiktheorie Jörg Mainka. Meisterkurse besuchte er bei Jörg Demus, Peter Feuchtwanger, Karl-Heinz Kämmerling, Menahem Pressler und Ferenc Rados.
Beim Bundeswettbewerb Jugend musiziert wurde er mit dem ersten Preis ausgezeichnet.
Er tritt in Deutschland, Europa, Amerika und Asien als Solist, Kammermusiker und Liedbegleiter auf. Zu seinen Partnern bei Auftritten gehörten die Flötistin Carin Levine, der Trompeter Stephan Stadtfeld, der Cellist Julian Steckel sowie das Minguet- und das Mandelring Quartett.
Stephan Rahn unterrichtet an der Hochschule für Musik Hanns Eisler in Berlin. Für das International Teacher Association Network
unterrichtete er in Kambodscha.
Seine besondere Liebe gilt modernen Komponisten, die mit klassischer Instrumentierung arbeiten. So stellte er in Konzerten Komponisten wie Tan Dun, Dieter Mack, Bruno Maderna, Salvatore Sciarrino, Ryo Chanson, Keiko Harada, Werner H. Schmitt, Wolfgang Rihm, Brian Ferneyhough und Nathalie Feyyen Herres vor.
Seit 2008 veranstaltet er in seiner Heimatstadt Speyer die Konzertreihe für zeitgenössische Musik kontrapunkte, in der renommierte Solisten und Ensembles für moderne Musik wie etwa der Schlagzeuger Johannes Fischer, das Sonic.art Saxophonquartett oder das ensemble SurPlus zu hören sind.
Er ist Bezirkskantor an der Freiburger Johanneskirche seit 2021.

## Ehrungen und Preise
- Erster Preis beim Nürnberger Klavierwettbewerb.

Mit dem 1997 gegründeten Graff Quartett gewann während der Ausbildungszeit am Brünner Konservatorium und an der Musikhochschule der Janáček-Akademie für Musik und Darstellende Kunst Brünn (JAMU) mehrere Wettbewerbe, darunter:
- Internationaler Interpretationswettbewerb Beethovens Werke in Hradec nad Moravicí,
- Internationaler Kammerensemblewettbewerb ACT in London 2003,
- Internationaler Wettbewerb Verfemte Musik in Schwerin.

## Quelle
- http://www.goethe.de/INS/cz/pra/kue/mus/de3156659v.htm

## Werke
- Chunkan Wu (Bariton), Stephan Rahn (Piano): Romantische Lieder, Album des AUDITORIUM-Tonstudios.
- Stephan Stadtfeld – Trompete, Stephan Rahn – Orgel[6]
  - Vassily Brandt (1869–1923): 1) Konzertstück Nr. 1 f-Moll op. 11 9:08,
  - Johann Sebastian Bach (1685–1750): 2) Pièce d’Orgue G-Dur BWV 572 8:51,
  - Maurice Ravel (1875–1937) / arr. S. Rahn: 3) Pavane pour une infante défunte 6:43,
  - Léon Boëllmann (1862–1897): 4) Toccata aus der Suite Gothique p. 25 3:31,
  - Alessandro Marcello (1673–1747): Concerto d-Moll [Auszüge] 5) Adagio 2:59
  - 6) Presto 2:24,
  - Josef Gabriel Rheinberger (1839–1901): 7) Cantilene aus der Orgelsonate, Nr. 11 d-Moll op. 148 6:20,
  - Johann Baptist Neruda (1707–1780): Concerto Es-Dur [Kadenzen: S. Stadtfeld]
  - 8) Allegro 4:56
  - 9) Largo 5:49
  - 10) Vivace 4:38